# 青山悟
青山 悟（あおやま さとる、1973年 - ）は、日本の芸術家である。

## 来歴
洋画家だった祖父の影響で美術に出会う。小学校の文集での将来の夢では「一流の画家になる」と書いていた。祖父の制作風景などをよく見ていた。大学受験でイギリスのゴールドスミス・カレッジのファインアート科を受験するが失敗、同大学テキスタイルアート科に入学する。
大学の専攻ではミシンの他に機織り、編み物、手縫い、フェルト作り、シルクスクリーンなどを習うが、なぜかミシンだけ最初から上手く、他のものは絶望的に下手だった。そして古い機械の格好よさに惹かれたので、ミシンを制作の道具として選ぶ。
ミシンには、「大量生産の道具」「ミシンの普及が進めば進むほど雇用がどんどんなくなっていく労働の問題」といった、特有の言語がある。自分がやっているのは古い労働の在り方であり、人間の労働の在り方であり、古い形で保っている。だからこそ現代の労働の在り方、テクノロジーの在り方に言及できると語っている。
近年ではアーツ・アンド・クラフツ運動のウィリアム・モリスの言葉を引用することが多いが、思想そのものよりも、思想と美意識の結びつき方に興味があるとしている。
2021年放送のテレビ番組「アルスくんとテクネちゃん」に出演。
2025年、「青山悟 刺繍少年フォーエバー」展にて芸術選奨新人賞受賞。

## 主な個展
- 2002年 「Satoru Aoyama」Finesilver Gallery, San Antonio, U.S.A. 「In Stiched」Zolla/Lieberman Gallery, Chicago, U.S.A.
- 2004年 「クリテリウム60青山悟」水戸芸術館現代美術ギャラリー、茨城 「夕景」ミヅマアートギャラリー、東京
- 2005年 「空気 コーヒー 東京の朝」ミヅマアートギャラリー、東京
- 2007年 「Ancient Pixels」シカゴ文化センター、ミシガンアヴェニューギャラリー、シカゴ、U.S.A. 「Crowing in the Studio」ミヅマアートギャラリー、東京    「Good Aliens」One in the Other、ロンドン、U.K.
- 2009年 「Glitter Pieces #1-22：連鎖／表裏」ミヅマアートギャラリー、東京 「公開制作48　青山悟　Labour’s Lab」府中市美術館、東京
- 2010年 「複合回路－接触領域」gallery αM、東京
- 2011年 「芸術家は人生において6 本の薔薇を真剣につくらねばならない」ミヅマアートギャラリー、東京
- 2012年 「The Man-Machine (Reprise) Featuring 平石博一」ミヅマアートギャラリー、東京
- 2014年 「About Painting」アートフェア東京、東京国際フォーラム、東京
- 2015年 「名もなき刺繡家たちに捧ぐ」ミヅマアートギャラリー、東京
- 2016年 「Division of Labour」White Rainbow, ロンドン、U.K.
- 2017年 「News From Nowhere」ミヅマアートギャラリー、東京 「The Age of Disappearance , Satoru Aoyama×Ken Ikeda」Mizuma Gallery, シンガポール
- 2019年 「The Lonely Labourer」ミヅマアートギャラリー、東京  「Ota Art Archives #1 青山悟」KOCA (コーカ）、東京[5][6]
- 2021年 「Everyday Art Market: Pop-up Store」[7]

## 主なグループ展
- 2000年「Kindergarten」墨田幼稚園、東京
- 2001年「MFA Thesis Exhibition」, The Art Institute of Chicago Gallery 2, シカゴ、U.S.A.
- 2002年 「Small Collection」Govett-Brewster Gallery, ニュープリマス, ニュージーランド
- 2003年 「Don’t Look Down」Nunnery, ロンドン、U.K.
- 2004年 「Officina Asia」ボローニャ近代美術館、イタリア  「Boys Who Sew」クラフツカウンシルギャラリー、ロンドン、U.K.
- 2005年 「Scape Codes : Neo-Topography」PKM ギャラリー、ソウル、韓国
- 2006年 「ニューアート展 2006［布と糸のかたち］」横浜市民ギャラリー、神奈川  「Alllooksame? / Tuttguale? — Art from China, Japan and Korea」Fondazione Sandretto Re Rebaudengo、トリノ、イタリア   「The Souvenir Mine: スーベニア・マイン」ミヅマアートギャラリー、A.R.T（Artist Residency Tokyo）、東京
- 2008年 「ネオテニー・ジャパン 高橋コレクション展」霧島アートの森、鹿児島／札幌芸術の森美術館北海道／上野の森美術館、東京／新潟県立近美術館／秋田県立近代美術館、米子市美術館、鳥取／愛媛県美術館を巡回（—2009）  「The ECHO」ZAIM、東京
- 2009年 「TWIST AND SHOUT: Contemporary Art from Japan」バンコク芸術文化センター、タイ
- 2010年 「六本木クロッシング2010 展：アートは可能か？」森美術館、東京
- 2011年 「VOCA展2011」上野の森美術館、東京  「堂島リバービエンナーレ2011：ECOSOPHIAアートと建築」堂島リバーフォーラム、大阪    「CAFE in Mito 2011－かかわりの色いろ」水戸芸術館現代美術ギャラリー、茨城
- 2012年 「メグロアドレス－都会に生きる作家」目黒区美術館、東京  「Photo Reference: Photographic Image in Contemporary Japanese Art Practices」ベルグラード文化センター、セルビア  「ジパング展－沸騰する日本の現代アート」新潟県立万代島美術館／高崎市美術館、群馬／八戸市美術館、青森／秋田県立近代美術館を巡回（—2013）    「Storyteller－識る単位」国際芸術センター青森
- 2013年 「アートがあればII」東京オペラシティアートギャラリー  「Flowers」十和田市現代美術館、青森
- 2014年 「アラフドアートアニュアル2014」土湯温泉、福島   「Find Asia」ヨコハマ創造都市センター、神奈川
- 2015年 「もう一つの選択　Alternative Choice」横浜市民ギャラリーあざみ野、神奈川   「六甲ミーツ・アート　芸術散歩2015」六甲山、兵庫    「高橋コレクション展 ミラー・ニューロン」東京オペラシティアートギャラリー    「タグチヒロシ・アートコレクションパラダイムシフト：てくてく現代美術世界一周」岐阜県美術館
- 2016年 「現代美術が終わっても」艸居、京都   「ぐるっと展望！現代アート入門—高橋コレクション」金津創作の森、福井   「2016年度第１期常設展　記憶と気配—2015年度新収蔵作品から」高松市美術館、香川
- 2017年 「アートのなぞなぞー高橋コレクション展 共振するか反発するか？」静岡県立美術館   「ミュージアム・オブ・トゥギャザー」スパイラルガーデン、東京   「海と山のアート回廊」尾道市立美術館ほか、広島    「驚異の超絶技巧！—明治工芸から現代アートへー」三井記念美術館、東京、岐阜県現代陶芸美術館、山口県立美術館、富山水墨美術館、あべのハルカス美術館、大阪を巡回（– 2019）    「ヨコハマトリエンナーレ2017」横浜美術館、横浜赤レンガ倉庫１号館ほか、神奈川    「ESCAPE from the SEA」[8]国立美術館他、クアラルンプール、マレーシア
- 2018年 「21世紀の美術　タグチ・アートコレクション展　アンディ・ウォーホルから奈良美智まで」平塚市美術館、神奈川   「高橋コレクション 顔と抽象ー清春白樺美術館コレクションとともに」清春芸術村、山梨
- 2019年 「ドレス・コード？―着る人たちのゲーム」京都国立近代美術館、熊本市現代美術館   「Unfolding: Fabric of Our Life」Center for Heritage Arts & Textile, 香港    「高橋コレクション展」鶴岡アートフォーラム、山形